# Luinne Bheinn
Luinne Bheinn är ett berg i Storbritannien.   Det ligger i kommunen Highland och riksdelen Skottland, i den nordvästra delen av landet, 700 km nordväst om huvudstaden London. Toppen på Luinne Bheinn är 939 meter över havet, eller 562 meter över den omgivande terrängen. Bredden vid basen är 11,0 km. Luinne Bheinn ingår i Druim Chòsaidh.
Terrängen runt Luinne Bheinn är huvudsakligen kuperad.Runt Luinne Bheinn är det mycket glesbefolkat, med 2 invånare per kvadratkilometer. Närmaste större samhälle är Glenelg, 19,3 km norr om Luinne Bheinn. Trakten runt Luinne Bheinn består i huvudsak av gräsmarker.